# Udspring under sommer-OL 2008 - 3m Platform synkron Kvinder
Konkurrencen i Synkronudspring fra 3m platform for kvinder under Sommer-OL 2008 blev afholdt 10. august 2008 i Beijing.

## Finale
| Plac. | Nation                                           | Udspring | Udspring | Udspring | Udspring | Udspring | Total  |
| Plac. | Nation                                           | 1        | 2        | 3        | 4        | 5        | Total  |
| ----- | ------------------------------------------------ | -------- | -------- | -------- | -------- | -------- | ------ |
| 1     | Kina · Guo Jingjing, Wu Minxia                   | 52.80    | 57.60    | 75.60    | 81.90    | 75.60    | 343.50 |
| 2     | Rusland · Julia Pakhalina, Anastasia Pozdnyakova | 52.80    | 51.00    | 69.30    | 77.43    | 73.08    | 323.61 |
| 3     | Tyskland · Ditte Kotzian, Heike Fischer          | 51.00    | 51.60    | 68.40    | 70.20    | 76.50    | 318.90 |
| 4     | USA · Kelci Bryant, Ariel Rittenhouse            | 52.80    | 51.00    | 69.30    | 69.30    | 72.00    | 314.40 |
| 5     | Australien · Briony Cole, Sharleen Stratton      | 52.20    | 51.60    | 68.40    | 67.14    | 72.00    | 311.34 |
| 6     | Italien · Noemi Batki, Francessca Dallape'       | 48.00    | 51.60    | 68.40    | 70.20    | 58.50    | 296.70 |
| 7     | Ukraine · Mariya Voloshchenko, Anna Pysmenska    | 49.80    | 48.00    | 63.80    | 65.70    | 65.70    | 293.10 |
| 8     | Storbritannien · Tandi Gerrard, Hayley Sage      | 46.80    | 48.60    | 53.70    | 65.29    | 63.84    | 278.25 |